# Bic (virksomhed)
Société Bic S.A. eller Bic er en fransk fremstillingsvirksomhed, der primært producerer lightere, kuglepenne og barbergrej. Virksomheden blev etableret af Marcel Bich (1914–1994) i 1945 og har hovedkvarter i Clichy, Hauts-de-Seine.
Virksomheden har fremstillet Bic Cristal, der har solgt over 100 milliarder eksemplarer, og BIC Lighter, der har solgt over 30 milliarder eksemplarer.